# Оторма (село)
Оторма — село в Земетчинском районе Пензенской области России, входит в состав Салтыковского сельсовета.

## География
Село расположено на берегу реки Оторма в 8 км на юг от центра сельсовета села Салтыково и в 9 км к северо-западу от районного центра посёлка Земетчино.

## История
Основано на земле, отказанной в 1688 г. боярину Федору Петровичу Салтыкову. Крестьяне переведены не позднее 1706 г. из с. Девичьи Рукава Шацкого уезда, а также (до 1728 г.) из с. Кимры Кашинской вотчины Салтыкова и из Вяземской вотчины Костромского уезда (с 1729 г.). Называлось Нижней Отормой по речке и в отличие от Верхней Отормы (ныне с. Колударово). Первая церковь во имя Николая Чудотворца построена в селе не позже 1750 года. В 1851 г. построен новый каменный храм Николая Чудотворца на средств дворянина Петра Алексеевича Атрыганьева. С середины XIX — в начале XX века село являлось центром Никольско-Отормской волости Моршанского уезда Тамбовской губернии. В XIX в. принадлежало разным помещикам. Перед отменой крепостного права с. Никольское показано за помещиком Атрыганьевым, 1023 ревизских души крестьян, 23 ревизских души дворовых людей, 253 тягла на барщине, 2 тягла на оброке, у крестьян 265 дворов на 135 десятинах усадебной земли (в том числе конопляники на 90 дес.), 2460 дес. пашни, 368 дес. сенокоса, 87 дес. выгона, у помещика 2833 дес. удобной земли, в том числе леса и кустарника 1031 дес., сверх того 190 дес. неудобной земли. В конце XIX в. имелись фельдшерский пункт, школа, 380 крестьянских дворов. В 1880-е гг. показано большое имение Петра Алексеевича Атрыганьева, применявшего прогрессивные методы ведения многопрофильного хозяйства. У него 3354 десятины в основном чернозёмной земли, в том числе 1100 – леса, винокуренный завод, паровая мельница, сыроварня, литейная мастерская; 323 рабочих лошади, 13 быков, 176 волов, 229 коров, 244 свиньи; применялась четырехпольная система земледелия; 423 десятины занимал картофель. Помещик получал самую высокую в районе урожайность: рожь давала (в пересчете на центнеры с гектара) – 15,7, овес – 19,2, горох – 7,9, картофель – 108 центнеров с гектара. (Примечание: 1 четверть = 8 пудам). Атрыганьев сдавал в аренду только сад за 250 рублей, полевую землю обрабатывал силами своих постоянных и временных рабочих. В 1881 г. у крестьян села на 380 дворов имелось 3042 десятины надельной земли, 460 дес. брали в аренду, насчитывалось 697 рабочих лошадей, 419 коров, 1634 овцы, 651 свинья, в 24-х дворах занимались пчеловодством, имелся 41 сад (645 деревьев); из крестьян 35 грамотных мужчин и 3 женщины, среди учащихся – 7 мальчиков. В 1913 г. в селе — 2 земские школы, церковноприходская школа, агрономический пункт, кредитное товарищество, у крестьян – 2932 десятины надельной земли.
С 1928 года село являлось центром Отормского сельсовета Земетчинского района Тамбовского округа Центрально-Чернозёмной области (с 1939 года — в составе Пензенской области). В 1934 г. – центр сельсовета и центральная усадьба колхоза «Искра Ильича», 931 двор. В 1955 г. – центральная усадьба колхоза имени Жданова. В 1980-е гг. – центральная усадьба совхоза «Отормского». В начале XXI в. – сельскохозяйственное товарищество «Отормское». Растениеводство и животноводство. 8 крестьянских (фермерских) хозяйств. С 2010 года село в составе Салтыковского сельсовета.
До 2012 года в селе действовала начальная общеобразовательная школа.

## Население
| 1862  | 1877  | 1881  | 1897  | 1913  | 1923  | 1926  |
| ----- | ----- | ----- | ----- | ----- | ----- | ----- |
| 2255  | ↗2472 | ↗2692 | ↗3248 | ↗4339 | ↗4469 | ↘4444 |
| 1934  | 1936  | 1959  | 1979  | 1989  | 1998  | 2002  |
| ↗4510 | ↘3724 | ↘2452 | ↘1242 | ↘854  | ↘639  | ↘516  |
| 2010  |       |       |       |       |       |       |
| ↘443  |       |       |       |       |       |       |

## Инфраструктура
В селе имеются клуб, фельдшерско-акушерский пункт, отделение почтовой связи.

## Достопримечательности
В селе расположена действующая церковь Николая Чудотворца (1851).

## Известные жители
- Воздвиженский, Павел Фёдорович (1856) — православный священник, депутат Государственной думы I созыва от Тамбовской губернии.
- Липатов, Тимофей Иванович (1888—1959) — офицер ВМФ СССР, помощник командира крейсера "Аврора", директор Ленинградской мебельной фабрики, Герой Социалистического Труда.
- Назаров, Аркадий Сергеевич (1899—1987) — советский авиаконструктор, главный конструктор КБ Запорожского мотостроительного завода №29.